# Contele de Monte Cristo (film din 1954)
Contele de Monte Cristo (titlul original: în franceză Le comte de Monte-Cristo) este un film dramatic franco-italian, realizat în 1954 de regizorul Robert Vernay, după romanul omonim al scriitorului Alexandre Dumas, protagoniști fiind actorii Jean Marais, Lia Amanda, Roger Pigaut și Cristina Grado.
Filmul a fost lansat în două serii:

1) Trădarea

2) Răzbunarea

## Conținut

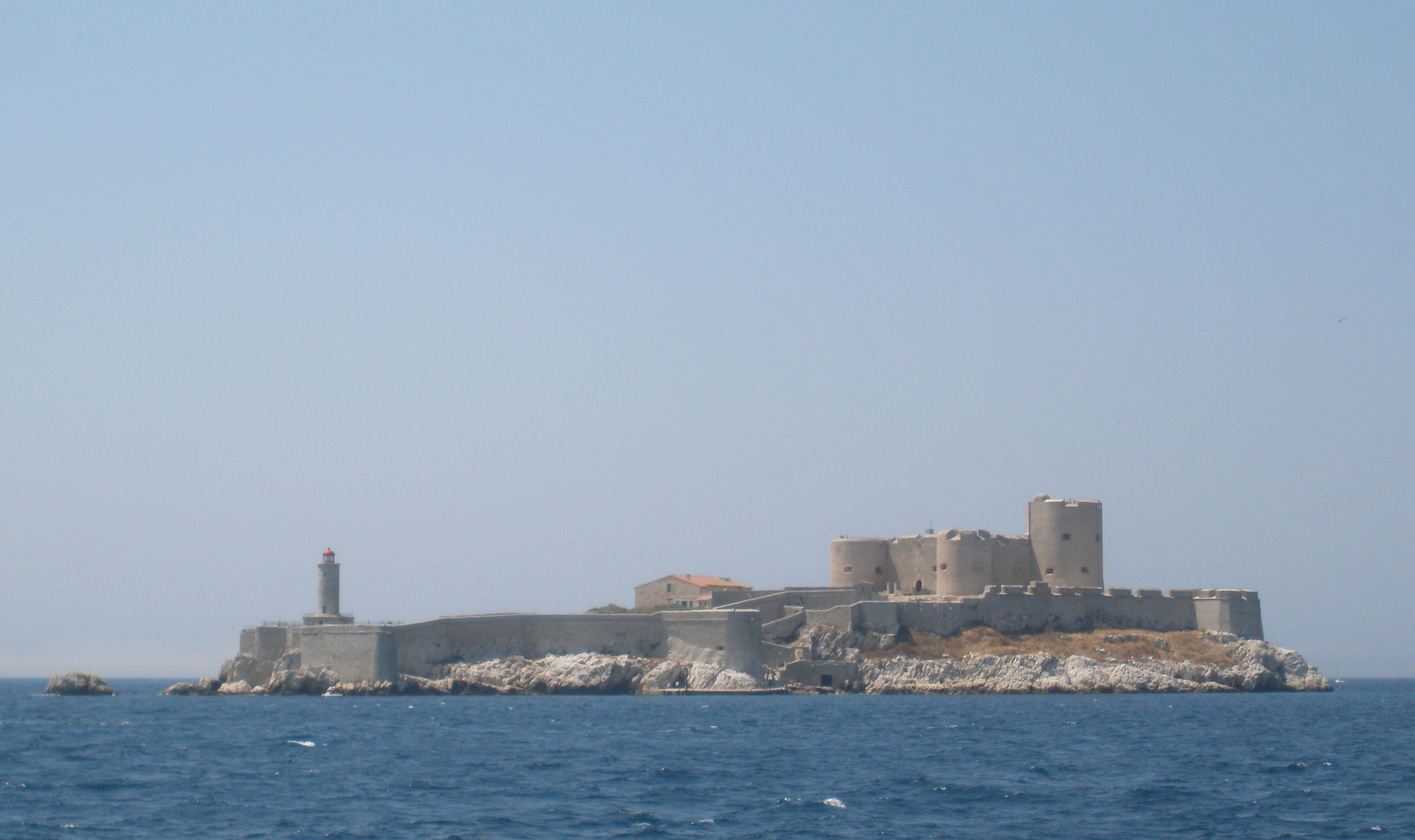
Insula Château d'If

Edmond Dantès, secundul unei nave comerciale care se întorcea din Orient, după ce a preluat comanda navei după moartea căpitanului, acostează pe insula Elba pentru a trimite o scrisoare lui Napoleon. Ca urmare a acestei imprudențe, comisă ca să respecte voința predecesorului său comandant, el devine victima unui complot ticluit de marinarul Caderousse, de ofițerul Fernand Mondego (devenit mai târziu contele de Morcerf), îndrăgostit de Mercédès logodnica de Dantès și magistratul Gérard de Villefort (care se teme să fie compromis de activitățile pro-bonapartiste ale tatălui său, generalul Noirtier). Dantès este apoi dus în secret în adâncurile castelului d'If, în largul coastei Marsiliei...

## Distribuție
- Jean Marais – Edmond Dantès, secund pe nava Le Pharaon (1 și 2)
- Lia Amanda – Mercédès Herrera, logodnica lui Edmond Dantès (1 și 2)
- Roger Pigaut – Fernand Mondego, devenit conte de Mortcerf, soțul lui Mercédès (1 și 2)
- Cristina Grado – Haydée, fiica lui Pacha de Janina (2)
- Jacques Castelot – Gérard Noirtier, conte de Villefort (1 și 2)
- Daniel Ivernel – Gaspard Caderousse, secundul lui Edmond (1 și 2)
- Claude Génia – Carconte, soția lui Caderousse (1)
- Louis Seigner – Joannès, bijutierul parizian (1)
- Noël Roquevert – Noirtier, général d'Empire, comte de Villefort et père du procureur du roi (1)
- Folco Lulli – Jacopo, căpitanul vasului de lângă château d'If (1 și 2)
- Paolo Stoppa – Bertuccio, fostul iubit al Picardei (2)
- Julien Bertheau – Napoleon I (1)
- Daniel Cauchy – Bruno, copilul abandonat, alias Andréa Cavalcanti (2)
- Gualtiero Tumiati – abatele Faria (1)
- André Brunot – dl. Morel, l'armateur du bateau Le Pharaon (1)
- Lucien Blondeau – dl. Dantès père (1)
- Simone Paris – Émilienne de Beaugency (2)
- France Asselin – doamna Renée de Villefort (1)
- Janine Zorelli – Picard (2)
- Made Siamé – marchiza (1)
- Maryse Paillet – Valentine, noua locatară (1)
- Génica Athanasiou – Fatima (2)
- Jean Temerson – Ludovic al XVIII-lea (1)
- Jean-Pierre Mocky – Albert de Mortcerf, fiul (2)
- José Casa – hangiul (1 et 2)
- Julien Maffre – un marsilian (1)
- Paul Ville – gouvernatorul (1)
- Philippe Richard – inspectorul (1 și 2)
- Marcel Delaitre – temnicierul (1)
- Pierre Morin – marele mareșal (1)
- Paul Azaïs – un supraveghetor în temniță
- Marcel Journet – președintele Camerei (2)
- Fernand Gilbert – „profesorul” (2)
- Charles Bayard – un evaluator al Camerei (2)
- Raymond Girard – un pair de France (2)
- Marcel Loche – executorul judecătoresc al Camerei de pairs (2)
- Guy Favières – un bărbat la dl. Morel pentru vânzarea vasului (1)
- Edouard Francomme – un bărbat la logodnă (1)
- Bernard Musson – un avocat (2)
- Jacques Couturier – un domn (2)
- Franck Maurice – un om la mutat (2)
- Léon Berton – secretara inspectorului
- Roger Vincent – un curios
- Léon Walther – un curtezan
- Paul Barge – un polițist
- Nathalie Nerval – femeia elegantă